# Université catholique du Congo
Université catholique du Congo är ett universitet i Kongo-Kinshasas huvudstad Kinshasa.
Den teologiska fakulteten grundades 1957 som en del av universitetet Lovanium. Detta uppgick 1971 i université nationale du Zaïre. Zaires politbyrå beslutade 1974 att lägga ned fakulteten, men romersk-katolska kyrkan återöppnade den som ett självständigt lärosäte 1975. 1987 tillkom en filosofisk fakultet under det gemensamma namnet Facultés catholiques de Kinshasa (FCK). Det nuvarande namnet antogs 2009. Förutom teologi och filosofi finns sedan 2013 fem ytterligare fakulteter: ekonomi och utveckling, kanonisk rätt, social kommunikation, juridik samt statsvetenskap.